# Suzanne Goldenberg
Suzanne Goldenberg est une auteure et journaliste née au Canada, actuellement employée par The Guardian en tant que correspondante environnement aux États-Unis.

## Biographie
Suzanne Goldenberg naît et grandit au Canada. Elle rejoint The Guardian en 1988, couvrant l'éclatement de l'ex-Union soviétique, puis servant de correspondante pour l'Asie du Sud et le Moyen-Orient. En tant que correspondante au Moyen-Orient, elle couvre l'Intifada palestinienne de 2000 à 2002 et, en 2003, elle est l'un des rares journalistes occidentales basées à Bagdad à couvrir l'invasion américaine de l'Irak. Elle devient correspondante américaine pour l'environnement au Guardian en 2009. Elle réside à Washington, DC avec sa famille.

## Rapports
Elle rend compte de nombreux conflits militaires au début de sa carrière, tels que les guerres en Tchétchénie, en Géorgie et au Haut-Karabakh au début des années 1990, la prise de contrôle de l'Afghanistan par les talibans en 1996 et l'invasion de l'Irak par les États-Unis en 2003. Elle remporte le prix Bayeux Calvados-Normandie des correspondants de guerre pour sa couverture de l'Irak. Elle couvre également le conflit israélo-palestinien, pour lequel elle est nommée journaliste de l'année par What the Papers Say, la Foreign Press Association et le London Press Club. Elle reçoit également le prix Edgar Wallace du London Press Club en mai 2001 et remporte le prix James Cameron Memorial Trust plus tard cette année-là. En tant que correspondante environnementale pour le Guardian aux États-Unis, elle est félicitée pour son travail sur le dérèglement climatique et d'autres questions environnementales. Elle déclare que son métier l'obligeait à travailler dans une « atmosphère hautement combustible » semblable à celle qu'elle a connue lors de ses reportages sur le conflit israélo-palestinien.

## Livres
Suzanne Goldenberg a écrit deux livres : Pride of Small Nations : The Caucasus and Post-Soviet Disorder (1994), sur les trois pays du Caucase devenus indépendants de la Russie après l'effondrement de l'Union soviétique, et Madame la Présidente : l'Amérique est-elle prête à envoyer Hillary Clinton à la Maison Blanche ? (2007), qui portait sur la carrière politique d'Hillary Clinton et sur sa première campagne présidentielle pour devenir la candidate démocrate aux élections de l'année suivante.